# Идсинга, Виллем Хендрик Йохан
Виллем Хендрик Йохан ван Идсинга (нидерл. Willem Hendrik Johan van Idsinga ; 25 июня 1822, Бардвейк, Нидерланды — 16 ноября 1896, Гаага, Нидерланды) — нидерландский колониальный министр. Губернатор Голландского Золотого Берега с 1865 по 1867 год. Губернатор Суринама с 1867 по 1873 год.

## Карьера
Карьеру Идсинга начал со службы на Королевском флоте Нидерландов, где дослужился до звания второго лейтенанта. Подав в отставку, получил назначение на пост судебного пристава в районе Никкери в колонии Суринам и занимал этот пост с 1850 по 1853 год. Затем был вице-губернатором на островах Синт-Эстатиус с 1853 по 1859 год и Синт-Мартен с 1859 по 1865 год. В 1865 году он стал первым губернатором колонии Нидерландский Золотой Берег. В 1867 году получил назначение на место губернатора колонии Суринам. Подав в отставку, Идсинга вернулся в Нидерланды, где умер 16 ноября 1896 года в Гааге.

## Личная жизнь
Идсинга происходил из аристократической семьи. Он был сыном Хендрика ван Идсинга (1789—1859) и Йоханны Элизабет ван Нимвеген (1790—1859). В 1849 году сочетался браком с Эммелине Теодоре Элизабет ван Радерс (1826—1866), дочерью губернатора Суринама. У них было трое детей, среди которых политик Виллем Йохан Херман ван Идсинга.